# Киевский (поселение)
Поселе́ние Ки́евский — бывшее поселение (муниципальное образование и административная единица) в составе Троицкого административного округа Москвы. Упразднено 8 мая 2024 года в процессе административно-территориальной реформы ТиНАО. Правопреемником поселения Киевский являются органы местного самоуправления и управа района Бекасово.
Включало рабочий посёлок Киевский и 4 населённых пункта (две деревни и два посёлка при железнодорожных станциях), а также множество СНТ, дачных и коттеджных поселков. Образовано в 2005 году. До 1 июля 2012 года входило в состав Наро-Фоминского муниципального района Московской области, как городское поселение.
Административный центр — рабочий посёлок Киевский, от которого получило название само поселение.
Глава администрации Волков Николай Михайлович, глава поселения и председатель Совета депутатов Колокольчикова Ольга Дмитриевна.
По принятому в 2024 году закону города поселение преобразуется, его территория войдёт в состав муниципального округа Бекасово .

## Географические данные
Общая площадь — 60,09 км² (до 2011 года в законе указывалось — 56,50 км²).
Муниципальное образование находится в юго-западной части Москвы.
Расположено вдоль Большого кольца Московской железной дороги (вытянулось вдоль него от станции Пожитково на северо-западе до пл.250 км на юго-востоке). В западной части поселения Большое кольцо по ст. Бекасово-1 пересекается с Киевским направлением Московской железной дороги.
По территории поселения проходит Киевское шоссе (автодорога М3 «Украина») — главная автомагистраль поселения.
Поселение граничит с Наро-Фоминским городским округом Московской области (эта граница является одновременно границей Москвы) на западе и поселениями Троицкого округа Москвы: Вороновским на востоке и Новофёдоровским на севере и северо-востоке.
Также в 3 км к югу от границы, вне территории поселения, находится деревня Мачихино, которая административно подчинена поселению. Она полностью находится на территории Наро-Фоминского городского округа и эксклавом города Москвы (и, соответственно, анклавом Московской области) не является.

## Население
| 2010    | 2012    | 2013    | 2014  | 2015    | 2016    | 2017    | 2018    | 2019    | 2020    |
| ------- | ------- | ------- | ----- | ------- | ------- | ------- | ------- | ------- | ------- |
| 8318    | ↗8384   | ↗8798   | ↗9871 | ↗10 937 | ↗12 163 | ↗13 720 | ↗13 868 | ↗13 968 | ↗14 215 |
| 2021    | 2023    | 2024    |       |         |         |         |         |         |         |
| ↘11 289 | ↗12 072 | ↘12 040 |       |         |         |         |         |         |         |

### Национальный состав
По итогам переписи населения 2020 года проживали следующие национальности (национальности менее 0,1 % и другое, см. в сноске к строке «Другие»):
| Национальность | Численность, чел. | Доля     |
| -------------- | ----------------- | -------- |
| Русские        | 10 265            | 90,93 %  |
| Украинцы       | 101               | 0,89 %   |
| Армяне         | 61                | 0,54 %   |
| Татары         | 45                | 0,40 %   |
| Мордва         | 35                | 0,31 %   |
| Узбеки         | 31                | 0,27 %   |
| Белорусы       | 25                | 0,22 %   |
| Азербайджанцы  | 22                | 0,19 %   |
| Казахи         | 17                | 0,15 %   |
| Таджики        | 16                | 0,14 %   |
| Чуваши         | 15                | 0,13 %   |
| Осетины        | 15                | 0,13 %   |
| Киргизы        | 15                | 0,13 %   |
| Молдаване      | 13                | 0,12 %   |
| Лезгины        | 13                | 0,12 %   |
| Даргинцы       | 12                | 0,11 %   |
| Другие         | 588               | 5,22 %   |
| Итого          | 11 289            | 100,00 % |

## Состав поселения
В границах поселения Киевский находятся 5 населённых пунктов:
| № | Населённый пункт   | Тип населённого пункта                  | Население |
| - | ------------------ | --------------------------------------- | --------- |
| 1 | Киевский           | рабочий посёлок, административный центр | ↗13 942   |
| 2 | Мачихино¹          | деревня                                 | ↘1        |
| 3 | разъезда Пожитково | посёлок                                 | ↗14       |
| 4 | станции Мачихино   | посёлок при станции                     | ↗50       |
| 5 | Шеломово           | деревня                                 | ↗158      |

¹ не входит в границы Москвы, но административно подчинена поселению
Рабочий посёлок Киевский содержит 26 улиц, в основном в коттеджной части. В деревне Шеломово числятся 20 улиц. Также поселение содержит большое количество СНТ, ДНП и др. (46).

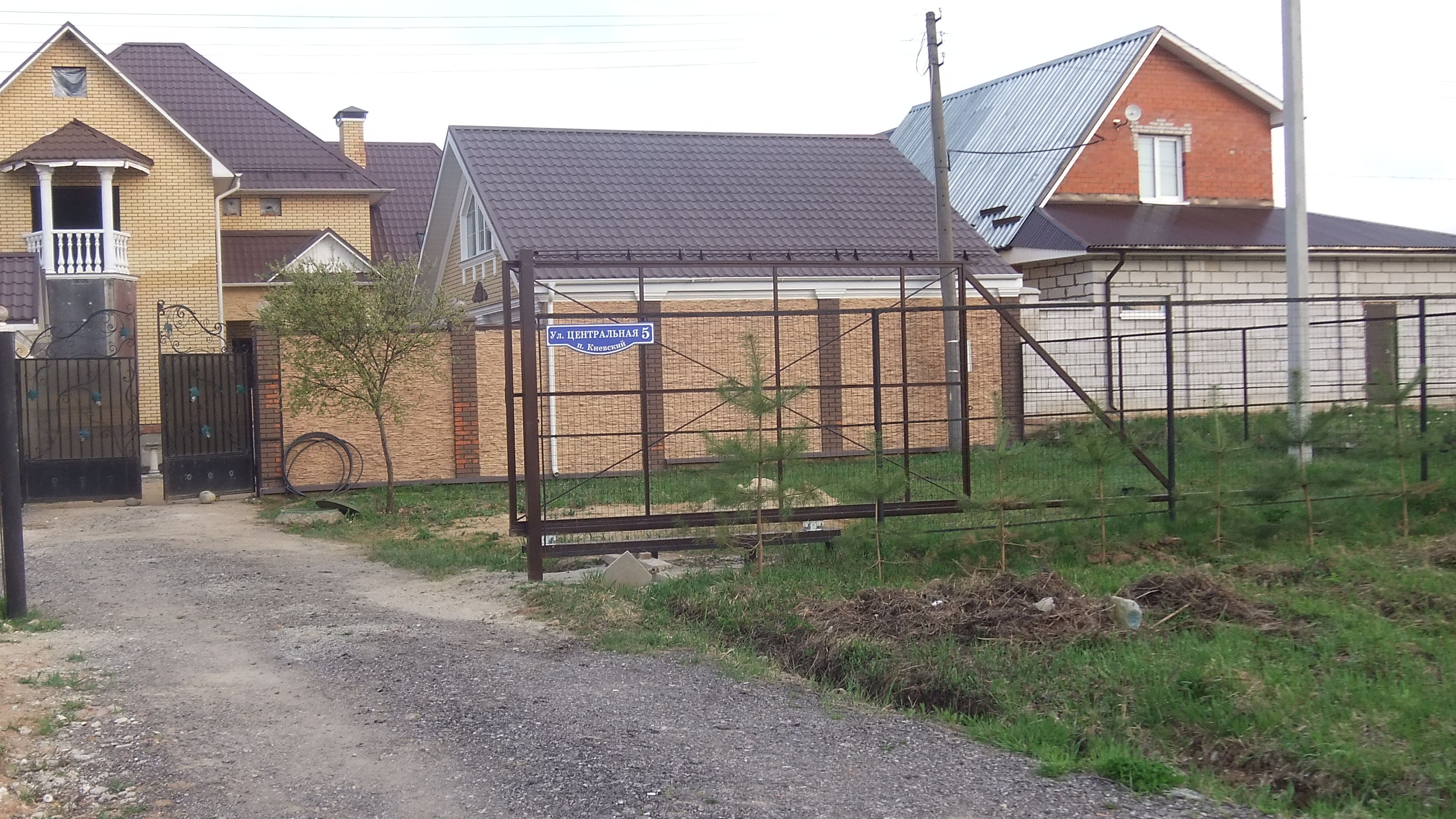
Один из домов на ул. Центральная посёлка Киевский, идущей от Киевского шоссе рядом с Шеломово

На территории поселения расположено большое число садовых некоммерческих товариществ (СНТ), по состоянию на июль 2021 года это были следующие СНТ:
| - СНТ «Яблоко» - СНТ «Яблоко-2» - СНТ «Локомотив» - СНТ «Железнодорожник» - СНТ «Монтажник-81» - СНТ «Дружба (СЭС)» - СНТ «Ждановец» - СНТ «Зеленые дубки» - СНТ «Зеленые дубки-2» - СНТ «Зеленые дубки-3» - СНТ «Искатель» - СНТ «Бекасово-2» - СНТ «Яхонт» - СНТ «Физик» - СНТ «Бекас» - СНТ «Дубки» | - СНТ «Нива-2» - СНТ «Березка» - СНТ «Озерки» - СНТ «Бекасово» - СНТ «Бонитет» - СНТ «Тяжмашевец» - СНТ «Неглинка» - СНТ «Фортуна» - СНТ «Шеломово» - СНТ «Яблонька» - СНТ «Восход-3» - СНТ «Мечта» - СНТ «Берендеи» - СНТ «Дружба» - СНТ «Заповедное» | - СНТ «Ландыш» - СНТ «Мачихино» - СНТ «Мелодия» - СНТ «Мечта» - СНТ «Мечта-1» - СНТ «Мечта-9» - СНТ «Мичуринец» - СНТ «Морозко» - СНТ «Надежда 13 квартал» - СНТ «Нива» - СНТ «Полесье» - СНТ «Полесье-2» - СНТ «Нива» - СНТ «Нива-3» - СНТ «Юбилейный» |

## Местное самоуправление
Структуру органов местного самоуправления поселения Киевский составляют:
- Совет депутатов поселения Киевский — представительный орган местного самоуправления;
- глава поселения Киевский — высшее должностное лицо поселения;
- администрация поселения Киевский — исполнительно-распорядительный орган.

Глава поселения и председатель Совета депутатов — Колокольчикова Ольга Дмитриевна, глава администрации — Волков Николай Михайлович.

## Экономика
Экономика поселения на 99,9 % зависит от предприятий ж/д транспорта одного из крупнейших в Европе Бекасовского сортировочного узла, расположенных в границах поселения.
Планируется строительство логистического центра / бизнес-хаба площадью до трех миллионов квадратных метров, где смогут разместиться около десяти тысяч зарубежных компаний.

## Транспорт
Автомобильный транспорт развит преимущественно в западной части поселения.
Железнодорожный транспорт развит на всей территории поселения, но пересадочные узлы находятся только в северо-западной части поселения.

### Автомобильный
Через поселение проходит федеральная автомобильная дорога М3 «Украина» (Киевское шоссе), которая связывает поселение с пос.Селятино, городом Апрелевка, аэропортом Внуково и «старой» Москвой на северо-востоке и с городами Наро-Фоминск, Обнинск, Малоярославец, Калуга, Брянск на юго-западе.
На Киевском шоссе находится главная остановка «Посёлок Киевский» (дорожка от дома № 24 посёлка), а также две остановки по требованию на границах поселения с обеих сторон (на юго-западе — ост. «Шеломово» на повороте на ст. Бекасово-Сорт., на северо-востоке — у поворота на Кузнецовский комбинат). Также внутри посёлка Киевский находятся дополнительно две остановки — для конечных автобусов (у домов № 3, 14) и маршрутных такси (у домов № 4, 14).
Действуют междугородные маршруты автобусов, обслуживаемые Наро-Фоминским ПАТП ГУП МО «Мострансавто» и частными перевозчиками, обеспечивающие удобную связь со Старой Москвой и бывшим районным центром Наро-Фоминском:
- 1037 (бывший 37[28]) пос. Киевский — Наро-Фоминск (ст. Нара/ул. Московская, Мальково, Красная Пресня) — Ольховка. Отходит только от остановки внутри посёлка и далее по Киевскому шоссе в Наро-Фоминск. Данный маршрут появился после объединения в 2000-х маршрутов 39 от Киевского до Наро-Фоминска и 43 от Наро-Фоминска до Ольховки[29], тем не менее по расписанию более половины рейсов укорочено только до Наро-Фоминска (до ст. Нара или Мальково).
- 1049 (маршрутное такси ООО «НПК»[30], бывшее 39т[31]) пос. Киевский — Наро-Фоминск (ст. Нара/ул. Московская, Мальково, Поликлиника). В основном дублирует автобус 1037 до Наро-Фоминска, но поворачивает на конечную «Поликлиника» (районная больница #1 в Наро-Фоминске).
- 1023 (бывший 30[28]) Наро-Фоминск — Селятино — Калининец — Тарасково. Остановка только на Киевском шоссе.
- 309 Наро-Фоминск (ст. Нара, автовокзал) — Москва (ст. метро «Юго-Западная») — обслуживается автобусами Mercedes с интервалом 25-30 мин и более частыми маршрутными такси (ООО «НПК», ООО «Интер-Рост-М»). Остановка только на Киевском шоссе. До метро доезжает за 45-60 мин при отсутствии пробок, на маршрутке 35-50 мин. Цена до метро 110 руб на лето 2013 года. Последний автобус от метро в 21:50 по выходным, 22:40 по будням. После этого до 0:00 работают только маршрутные такси (цена после отправления последнего автобуса 120 руб).
- Один внутрипоселковый (внутримикрорайонный) маршрут, обслуживается ООО «НПК» (маршрутка «Газель»)
- 22 Киевский — ст.Бекасово-1[29] (остановка внутри посёлка).

Расписание на Яндекс. Расписаниях: № 1037, 1049, 22 Архивная копия от 12 июля 2013 на Wayback Machine, № 1023, 309 Архивная копия от 17 октября 2013 на Wayback Machine.

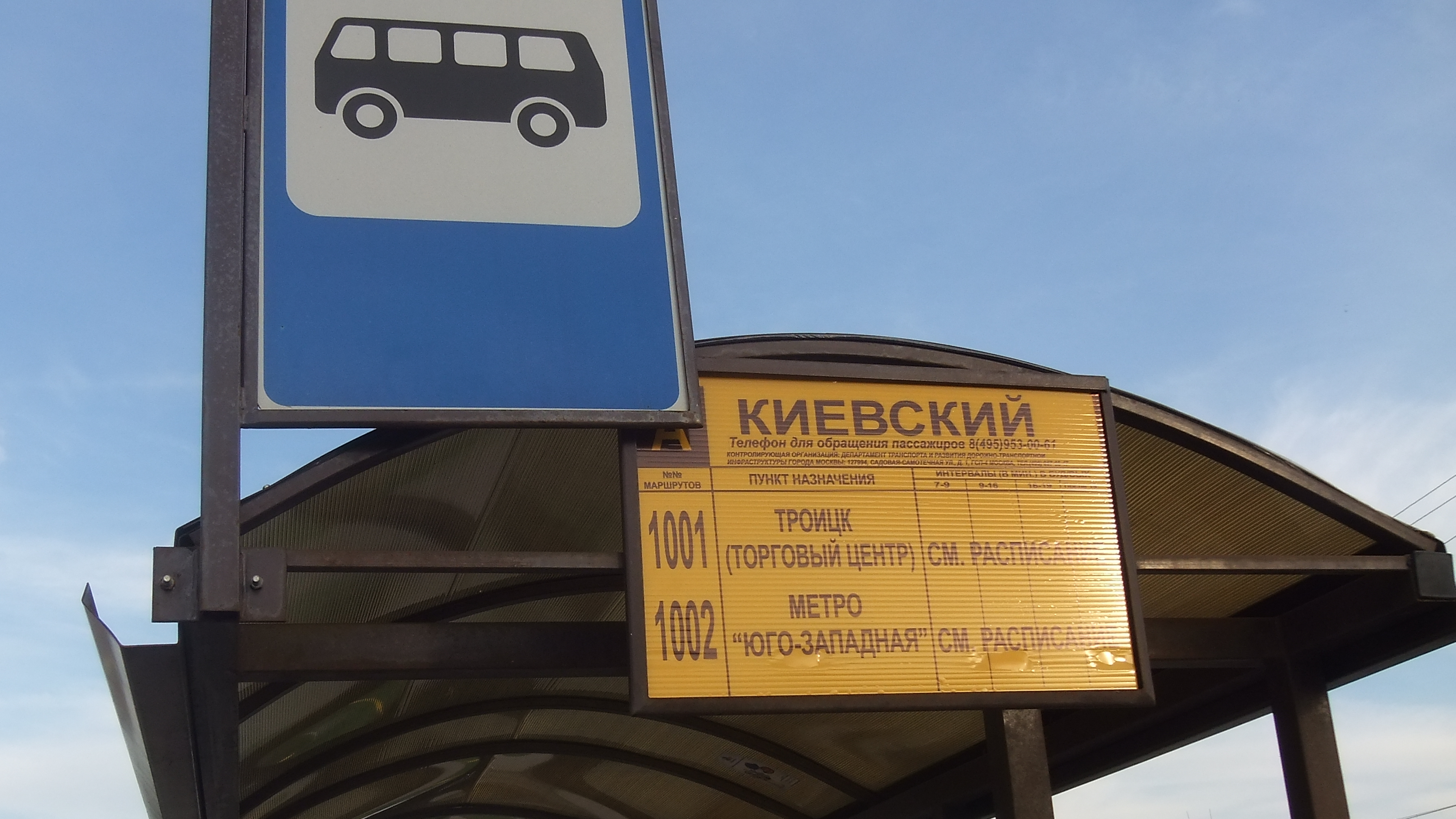
Табличка с новыми маршрутами автобуса 1001 и 1002

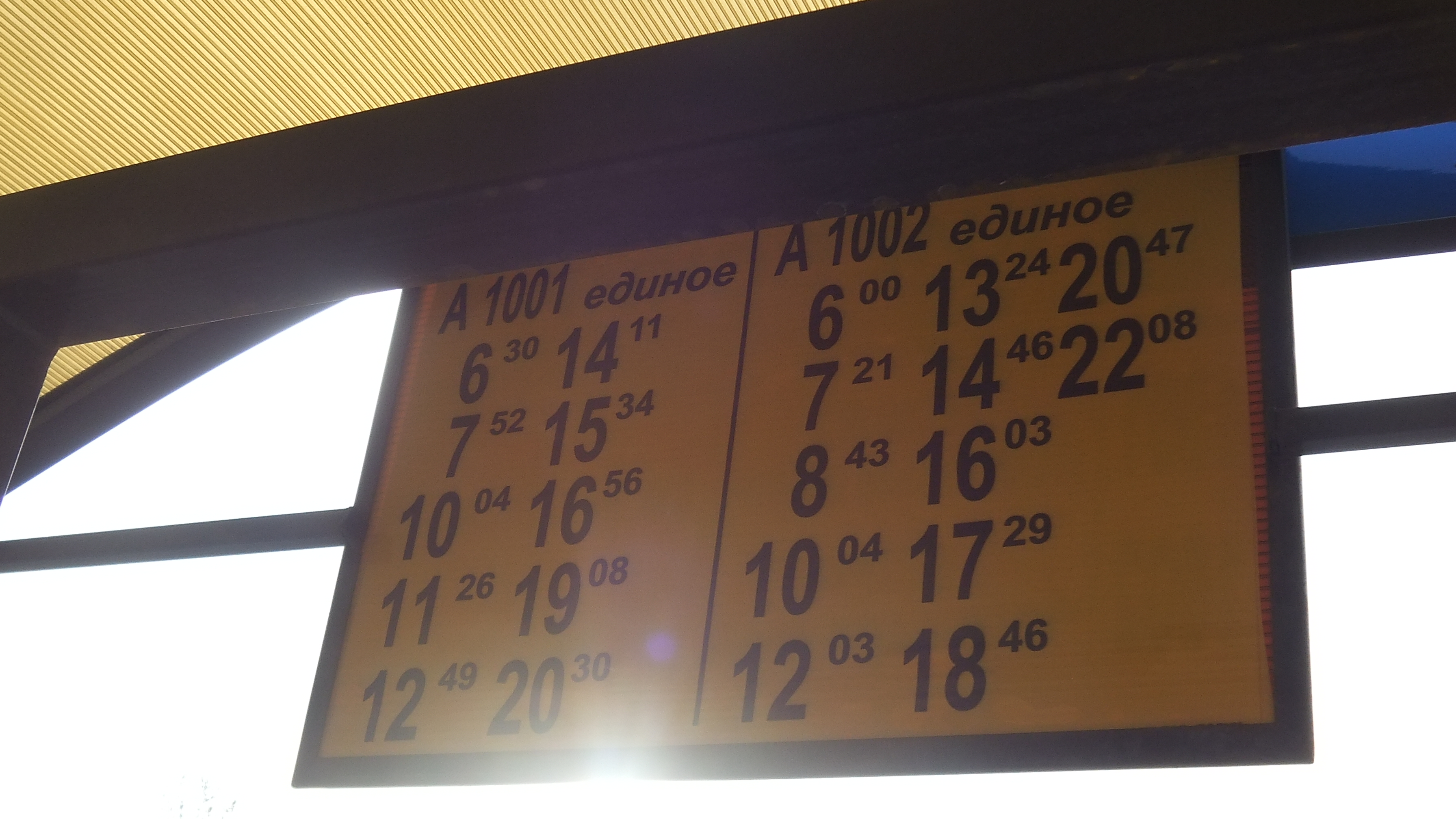
Расписание автобусов 1001 и 1002

Два внутригородских автобусных маршрута введёны с 8 октября 2012 года, изначально обслуживались частными перевозчиками ООО «ГЕПАРТ» и ООО «Бетта-Автотранс», но в марте 2013 года их движение было прекращено, с 16 апреля 2013 года маршруты перешли ГУП Москвы «Мосгортранс».
- 1001 пос. Киевский — Яковлевское — Троицк (Торговый центр). Цена билета до Троицка — 90 руб[36]. Работает по расписанию раз в полтора-два часа с перерывами, до Троицка едет 1 ч 20 мин. Расписание на сайте Мосгортранса: пос. Киевский—Троицк Архивная копия от 5 марта 2016 на Wayback Machine, Троицк—пос. Киевский Архивная копия от 5 марта 2016 на Wayback Machine. Работают 2 микроавтобуса Fiat Ducato на маршрут вместимостью не более 18 человек[37].
- 1002 пос. Киевский — Яковлевское — ст. метро «Юго-Западная» — Тропарёво. На участке Киевский — Юго-Западная дублирует автобус 309, но дополнительно заезжает в Яковлевское. Цена билета до Юго-Западной — 98 руб. Работает по расписанию раз в полтора-два часа с перерывами, до метро 1 ч 20 мин. Расписание на сайте Мосгортранса: пос. Киевский — м. «Юго-Западная» Архивная копия от 13 февраля 2015 на Wayback Machine, м. «Юго-Западная» — пос. Киевский Архивная копия от 13 февраля 2015 на Wayback Machine. Работают 2 автобуса большой вместимости[38][39].

Маршруты № 1001 и № 1002 имеет остановки в пос. Киевский как внутри посёлка (конечная автобуса 1037), так и на Киевском шоссе (остановка автобуса 309).
В реестре также имеются следующие маршруты, но по факту не работают:
- 1027 (маршрутное такси ООО «НПК», бывшее 33) ст. Апрелевка — Москва (Рассудово, пос. Киевский) — Наро-Фоминск (ст. Нара). Остановка только на Киевском шоссе. Дублирует автобус 309 на участке от Наро-Фоминска до Апрелевки, но в Апрелевке поворачивает в город до железнодорожной станции.
- 1029 (маршрутное такси ООО «Перспектива», бывшее 64) Наро-Фоминск (ст. Нара) — ТРЦ Мега Тёплый Стан. Остановка только на Киевском шоссе.

Въезд в пос. Киевский — поворот с Киевского шоссе на юго-восток с северо-восточной стороны путепровода Большого кольца. Проезд к южной окраине ст. Бекасово-1 — поворот на северо-запад с другой стороны этого путепровода (ул. Бекасовская пос. Киевский).

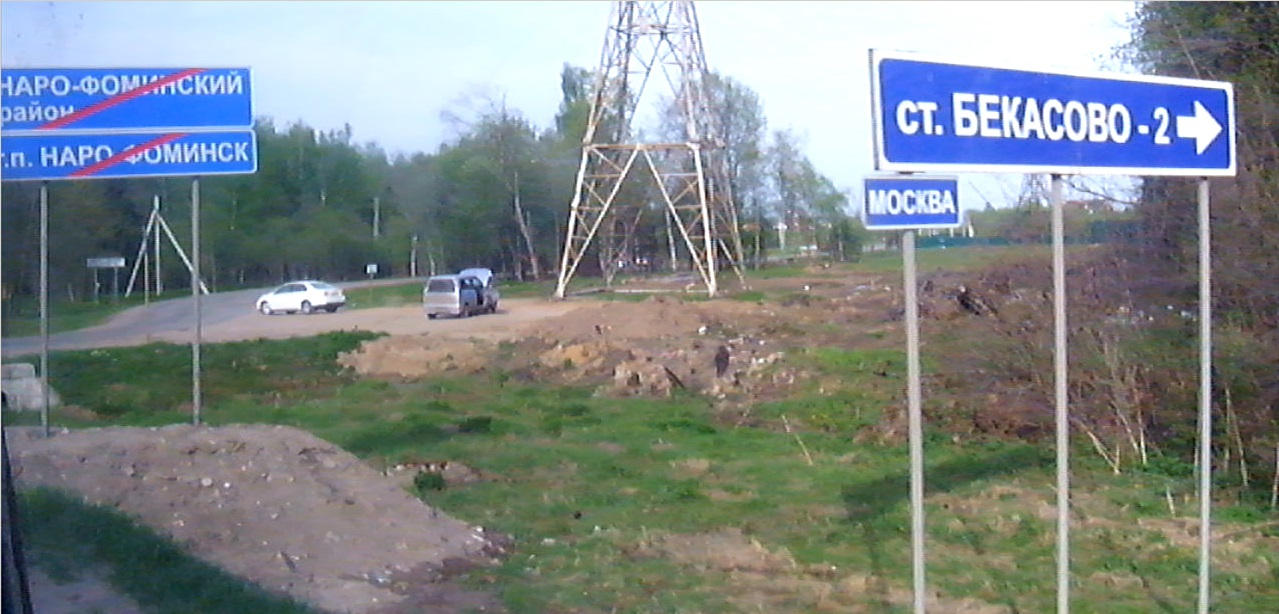
Поворот с Киевского шоссе на границе Москвы и области. Ведёт через ул. Центральная к разным частям станции Бекасово-Сортировочное

Автомобильные подъезды к другим частям поселения — начинаются от различных поворотов с Киевского шоссе, в том числе и в значительном отдалении от поселения (как в Новофёдоровском поселении, так и в Наро-Фоминском районе МО). Дороги просёлочные, узкие.
- К северной части ст. Бекасово-1 (вокзальное строение, СНТ, дачи) и посёлку разъезда Пожитково подъезд от поворота на пл. Зосимова Пустынь (юго-западнее поселения, в Московской области), через деревню Пожитково и деревню Бекасово, по дороге несколько железнодорожных переездов. (Северный и южный подъезды на ст. Бекасово-1 не соединены между собой, хотя в середине 80-х годов были такие проекты). От Наро-Фоминска имеется автобусный маршрут № 21 до деревни Бекасово, который в поселение Киевский не въезжает (конечная находится юго-западнее границы).
- Поворот на юго-восток «на ст. Бекасово-2» на юго-западной границе поселения и Москвы с Московской областью — является улицей Центральной посёлка Киевский, идёт к коттеджной части пос. Киевский, деревне Шеломово, различным СНТ, пл. Бекасово-Сорт., а также далее через переезд — к основным частям сортировочной станции Бекасово-Сортировочное, а также к платформам Бекасово-Центр., 240 км, 241 км.
- К пл. Мачихино подъезд от перекрестка в Рассудово (северо-восточнее, в Новофёдоровском поселении) через Яковлевское, Белоусово.
- К СНТ «Синяя птица» у юго-западной границы поселения — подъезд от поворота на юго-восток у Наро-Фоминска (через Афанасовку, Могутово). От Наро-Фоминска имеется автобусный маршрут № 20 до Могутово, который в поселение Киевский не въезжает (конечная находится юго-западнее границы).
- К деревне Мачихино, которая эксклавом поселения не является, но административно подчинена ему, подъезд от поворота на юго-восток далее Наро-Фоминска через Атепцево, Каменское (более 40 км от поселения по дорожной сети).

### Железнодорожный
В поселении полностью находится Бекасовский железнодорожный узел из двух станций. Из них одна из крупнейших в Европе сортировочных станций Бекасово-Сортировочное. Также на территории находится узловая станция Бекасово-1 на пересечении Киевского направления МЖД и Большого кольца МЖД. На ней осуществляется пересадка с электропоездов одного направления на другое.
Участок Киевского направления внутри поселения больше не охватывает остановочных пунктов.
Участок Большого кольца, помимо Бекасово-1, включает ещё 8 остановочных пунктов (из них 1 отдельная станция, 6 о.п. внутри ст. Бекасово-Сорт.).
- ст. Пожитково — у станции находится посёлок разъезда Пожитково.
- пл. Посёлок Киевский — платформа вблизи посёлка Киевский.
- пл. Бекасово-Сортировочное — выход к коттеджной части посёлка Киевский, дороге к деревне Шеломово.
- пл. Бекасово-Центральное
- пл. 240 км
- пл. 241 км
- пл. Мачихино — у платформы находится посёлок станции Мачихино.
- пл. 250 км

На всех остановочных пунктах работают электропоезда моторвагонного депо ТЧ-20 Апрелевка, обслуживающего Киевское направление. Это как поезда радиального направления, поезда по Большому кольцу, так и «прямые» поезда с радиального направления на Большое кольцо и обратно.
Кроме жителей посёлка Киевский и железнодорожников, работающих на сортировочной станции Бекасово (не только из посёлка), остановками активно пользуются в летнее время дачники — поблизости много коттеджей, дач, СНТ.
Через поселение пройдёт участок ЦКАД, строительство начнётся в 2014 году.